# SS Cygni
 SS Cygni – gwiazda podwójna w konstelacji Łabędzia, składająca się z białego karła oraz lżejszego od niego czerwonego karła, którego materia opada na białego karła tworząc dysk akrecyjny. Gwiazdy obiegają się z okresem 6,6 godzin. Okresowo (co ~49 dni) pojawia się rozbłysk zwiększający jasność układu, któremu towarzyszy emisja w paśmie radiowym. Został odkryty w 1896.
Układ należy do grupy nowych karłowatych, znajduje się w odległości 370 lat świetlnych od Ziemi.